# Кемпбеллсбург (Кентуккі)
Кемпбеллсбург (англ. Campbellsburg) — місто (англ. city) в США, в окрузі Генрі штату Кентуккі. Населення — 836 осіб (2020).

## Географія
Кемпбеллсбург розташований за координатами 38°30′49″ пн. ш. 85°13′55″ зх. д. / 38.51361° пн. ш. 85.23194° зх. д. (38.513559, -85.231809).  За даними Бюро перепису населення США в 2010 році місто мало площу 4,11 км², з яких 4,01 км² — суходіл та 0,10 км² — водойми. В 2017 році площа становила 3,49 км², з яких 3,43 км² — суходіл та 0,06 км² — водойми.

## Демографія
Згідно з переписом 2010 року, у місті мешкало 813 осіб у 325 домогосподарствах у складі 231 родини. Густота населення становила 198 осіб/км².  Було 357 помешкань (87/км²).
Расовий склад населення:
| - 95,3 % — білих - 2,1 % — чорних або афроамериканців - 0,4 % — азіатів - 0,1 % — корінних американців |

До двох чи більше рас належало 2,0 %. Частка іспаномовних становила 0,6 % від усіх жителів.
За віковим діапазоном населення розподілялося таким чином: 26,0 % — особи молодші 18 років, 60,6 % — особи у віці 18—64 років, 13,4 % — особи у віці 65 років та старші. Медіана віку мешканця становила 37,9 року. На 100 осіб жіночої статі у місті припадало 79,9 чоловіків;  на 100 жінок у віці від 18 років та старших — 76,0 чоловіків також старших 18 років.
Середній дохід на одне домашнє господарство  становив 49 524 долари США (медіана — 41 818), а середній дохід на одну сім'ю — 57 190 доларів (медіана — 53 333). Медіана доходів становила 36 429 доларів для чоловіків та 30 000 доларів для жінок. За межею бідності перебувало 10,0 % осіб, у тому числі 8,6 % дітей у віці до 18 років та 12,2 % осіб у віці 65 років та старших.
Цивільне працевлаштоване населення становило 342 особи. Основні галузі зайнятості: освіта, охорона здоров'я та соціальна допомога — 29,5 %, роздрібна торгівля — 11,1 %, виробництво — 9,4 %.